# Lodovico Guicciardini

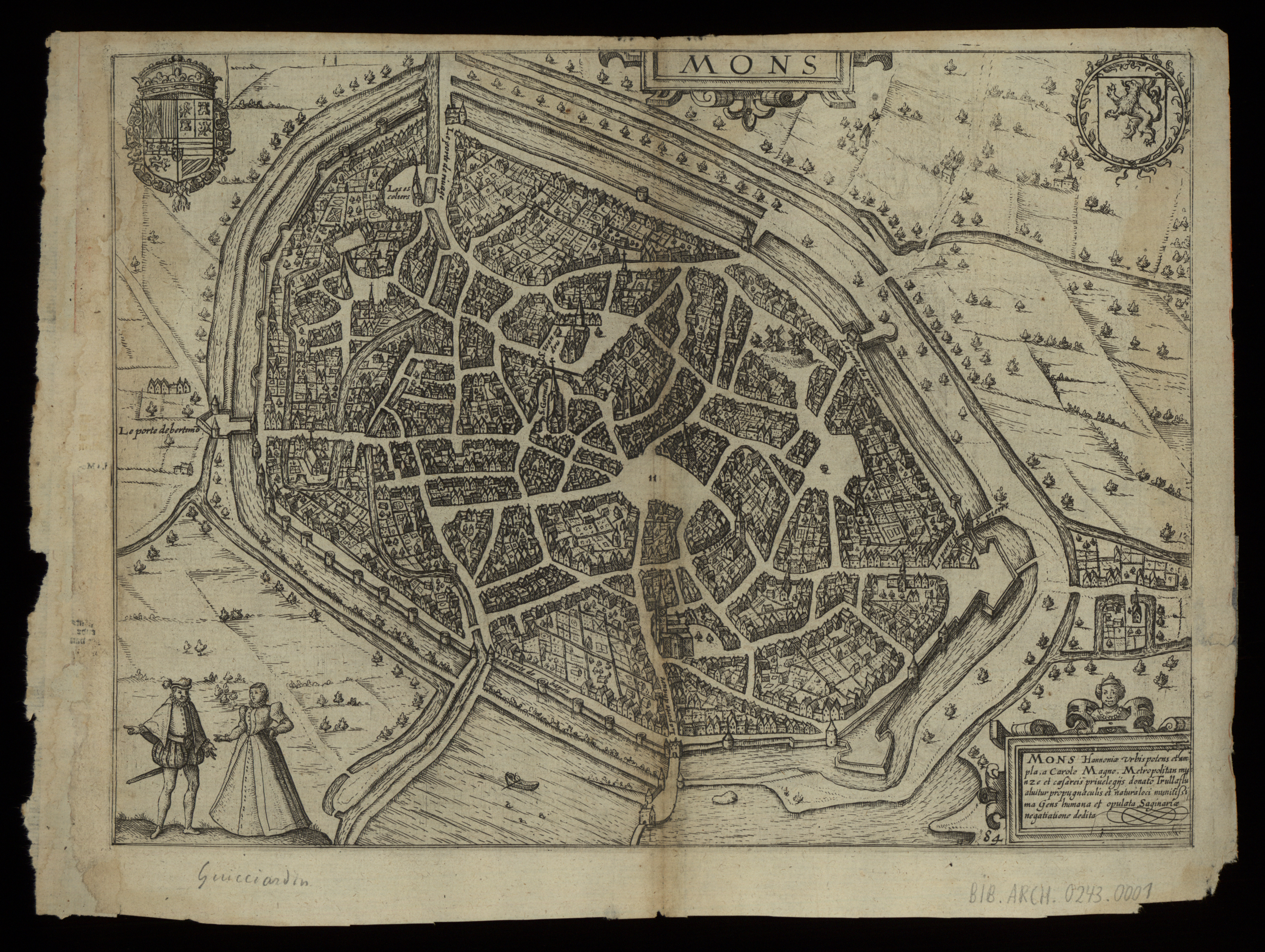
Stadsplan van Bergen uit de zestiende eeuw. Gemaakt door Lodovico Guicciardini.

Lodovico Guicciardini, in het Nederlands Lowijs Guicciardijn (Florence, 19 augustus 1521 – Antwerpen, 22 maart 1589) was een Italiaans-Nederduitse koopman, humanist en geschiedschrijver.

Hij was een neef van Francesco Guicciardini.

## Biografie
In 1541 vestigde hij zich te Antwerpen. Hij schreef een eigentijdse geschiedenis van de Nederlanden (Oorspronkelijke titel Commentarii delle cose più memorabili seguite in Europa, specialmente in questi Paesi Bassi, della pace di Cambrai, del MDXXIX, infino a tutto l'anno MDLX). Uitgegeven in 1565 was dit in wezen nog maar een eenvoudige jaarkroniek.

Zijn beschrijving van de stad Antwerpen (De idyllische Nederlanden: Antwerpen en de Nederlanden in de 16e eeuw) viel in de smaak. In 1987 verscheen van dit boek een heruitgave (De Vries Brouwers, Antwerpen; Amsterdam). Over de inwoners van de stad Antwerpen schreef hij:
"Zij zijn vervaren ende gheschikt om over al ter wereldt te handelen, ja oock de vrouwen persoonen (al en hebben zy noyt buytens lands geweest) connen drie oft vier, sommighe vijf, ses ende seven talen spreken: welck een gherieffelijck ende wonderlijck dinck is".
Hij werd vooral bekend door zijn geschiedschrijving over de toenmalige Nederlanden: Descrittione di tutti i Paesi Bassi, altrimenti detti Germania inferiore (1567, te Antwerpen door Willem Silvius). Dit werk werd 33 maal uitgegeven binnen een eeuw. Het werd direct vertaald in het Frans door François de Belleforest (Description de tout le Païs-Bas, 1567 te Antwerpen door Willem Silvius), daarna in het Duits door Daniel von Federmann von Hemmingen (Niderlands Beschreibung etc., Bazel 1580), en "overgheset in de Nederduytsche Spraecke" door Cornelius Kiliaan en Petrus Montanus (Peter van den Berghe). Deze laatste versie was sterk uitgebreid en verscheen onder de titel Beschryvinghe van alle de Nederlanden, anderssins ghenoemt Neder-Duytslandt door M. Lowijs Guicciardyn, edelman van Florencen te Amsterdam bij Willem Jansz. (Blaeu) (1612). Verder verscheen het boek het Engels (1593), Latijn (1613) en Spaans (1622). De nog onuitgegeven tekst van Montanus is ook gebruikt voor de herziene Franse vertaling, gedrukt door Cornelis Claesz. te Amsterdam 1609. Caspar Barlaeus verzorgde in 1630 een Latijnse bewerking van de hoofdstukken over Holland en Zeeland. Blaeu publiceerde in 1634 een Latijnse versie in twee delen.
De laatste uitgave was in 1662, een Nederlandstalige editie door Jacob van Meurs. Deze was min of meer gelijk aan de Latijnse uitgave van Johannes Janssonius uit 1652. In zijn beschrijving van de Lage Landen vermeldt hij Mayken Verhulst als een van de vijf belangrijkste vrouwelijke kunstenaars.
Omdat Guicciardini kritiek had op de Tiende Penning van Alva werd hij in 1569 gearresteerd. Er volgde een gevangenschap van 16 maanden. Ook in 1582 kwam hij in de gevangenis terecht. Ditmaal omdat hij verdacht werd van Spaanse sympathieën.

## Illustraties
De boeken van Guicciardini werden geïllustreerd met kaarten, stadsgezichten en plattegronden. Diverse bekende graveurs werkten mee aan de prenten, onder andere Kaerius en Visscher. De stadsgezichten en plattegronden vertonen veel gelijkenissen met de prenten in de stedenboeken van Braun & Hogenberg. Dit is te verklaren door gebruikmaking van hetzelfde bronmateriaal, onder andere werk van Jacob van Deventer.

### Frontispice Descrizione di tutti Paesi Bassi

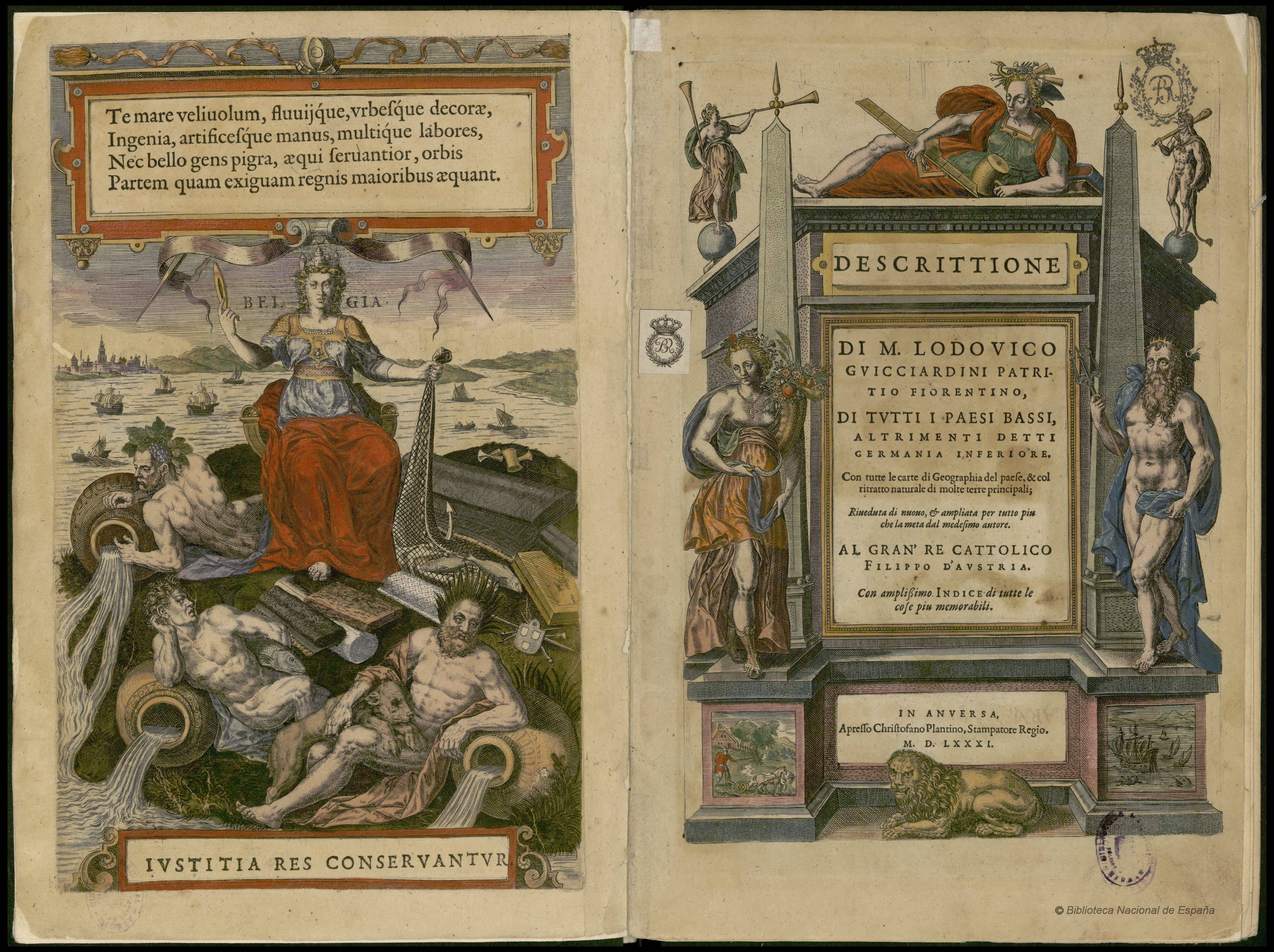
Titelbladen Descrizione di tutti i Paesi Bassi, 1581

Het frontispice van de uitgave van de Descrizione van 1588 door Christoffel Plantijn (identiek aan deze afbeelding hiernaast), is van de hand van de Antwerpse kunstenaar Chrispijn van den Broeck, en werd gegraveerd door Abraham de Bruyn. Chrispijn van den Broeck zet de personificatie van de Lage landen (de Nederlandse maagd, 'Belgia') in een rivierdelta met op haar hoofd de stedenkroon: Guicciardini ziet in de Nederlanden een verstedelijkt land, met als hoogtepunt de stad Antwerpen: de skyline van Antwerpen met de Lieve-vrouwentoren prijkt links op de achtergrond. Aan de voeten van Belgia liggen de allegorische belichamingen van de grote stromen die het land welvaart schenken : de Rijn met druiven op zijn hoofd, de Maas met een vis en vooraan de Schelde met een leeuw (het wapendier van Vlaanderen en Brabant, waar hij door stroomt). Rondom de personages zien we attributen van bedrijvigheden waarin Belgi uitblinkt : penselen en de burijn van schilders en graveurs, opgerolde stoffen en een tapijt vertewenwoordigen de weef- en tapijtnijverheid. Boeken en papieren staan voor de boekdrukkunst. Zelf houdt Belgia een visnet vast. De tekst boven haar hoofd is een lofzang :
"Op de zee en de rivieren vol zeilen, de fraaie steden, de scheppende handen die haar tot de gelijke van grotere rijken maken"
De achteruitkijkspiegel in Belgia's hand is het attribuut voor de voorzichtigheid, een onmisbare eigenschap in tijden van oorlog.
Helemaal beneden een motto, in een vrije vertaling uit het Latijn : 'zonder gerechtigheid geen welvaart'.

## Tentoonstellingen
In 2021 werd de tentoonstelling Komt een Italiaan naar de Nederlanden in het Museum Plantin-Moretus aan hem gewijd.

## Afbeeldingen

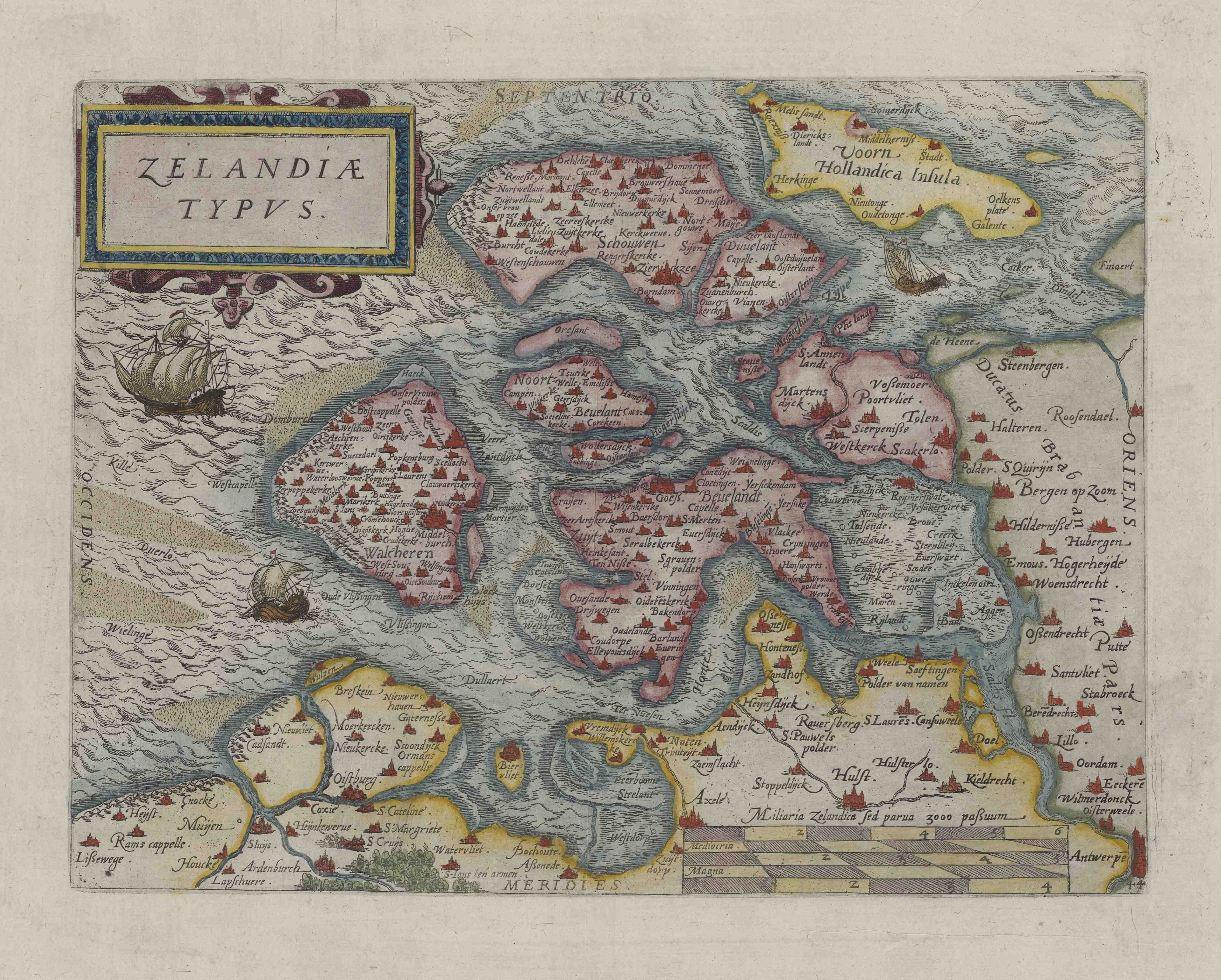
Zeeland 1582
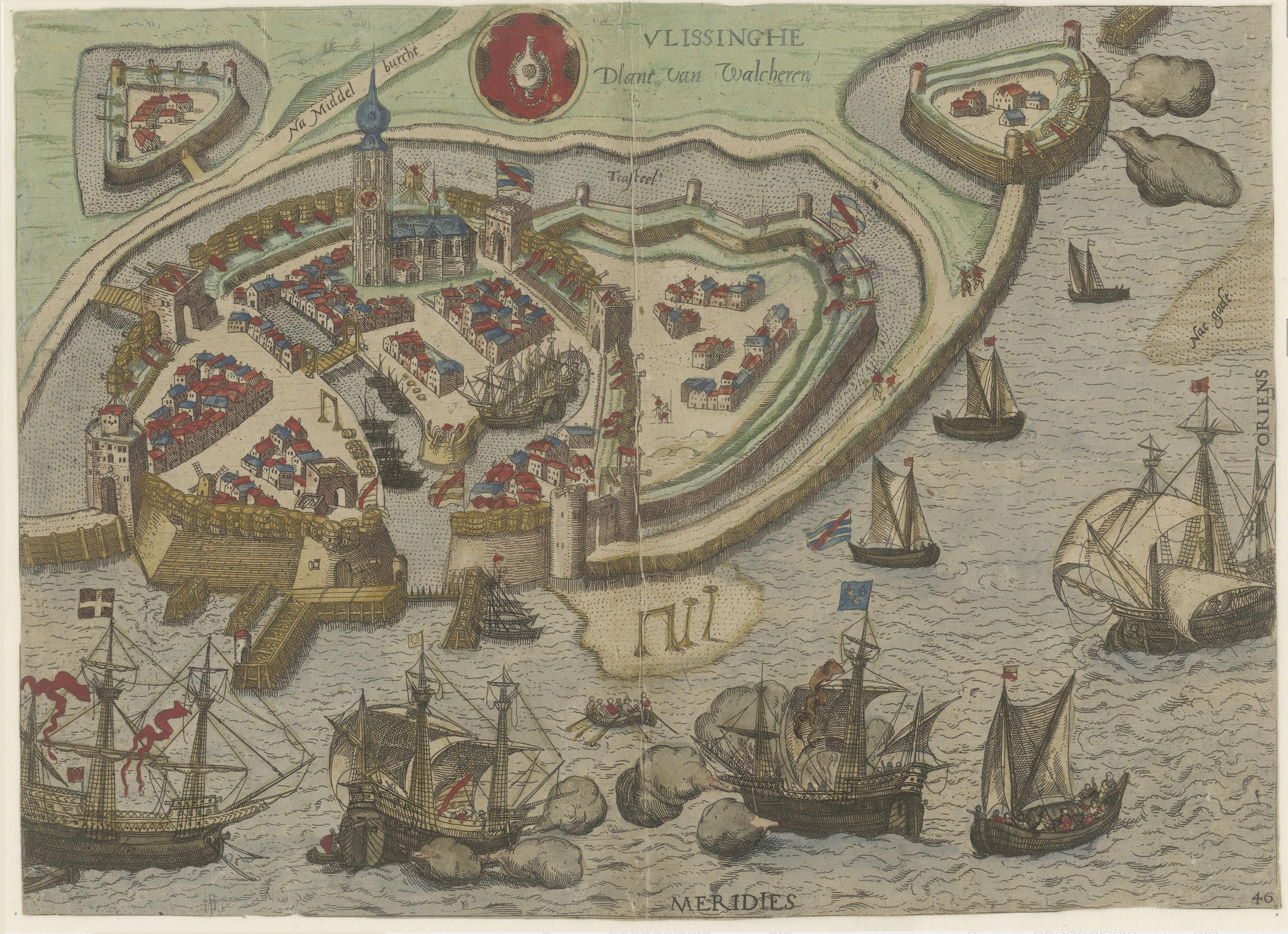
Vlissingen 1582
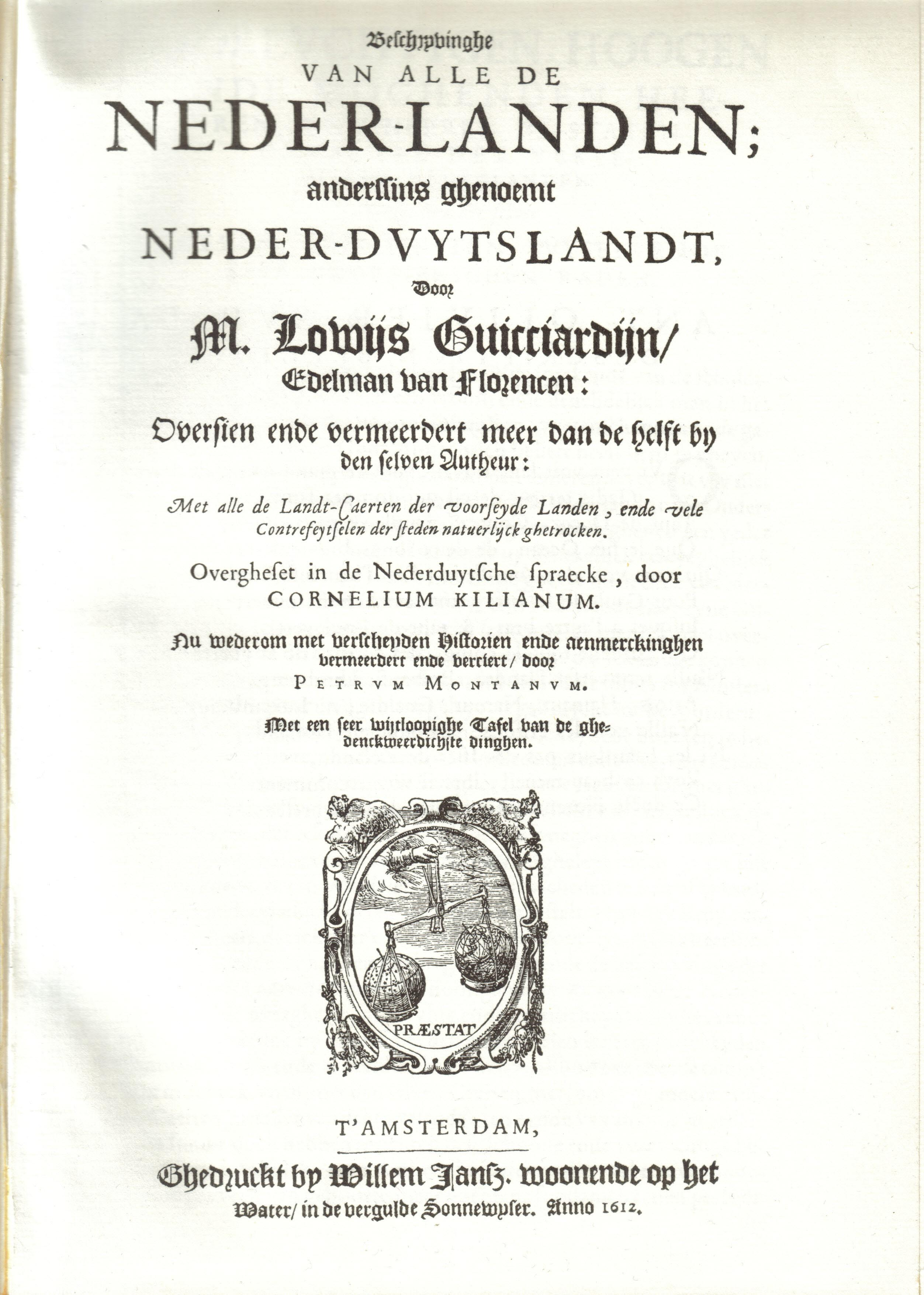
Titelblad van de "Beschryvinghe" 1612
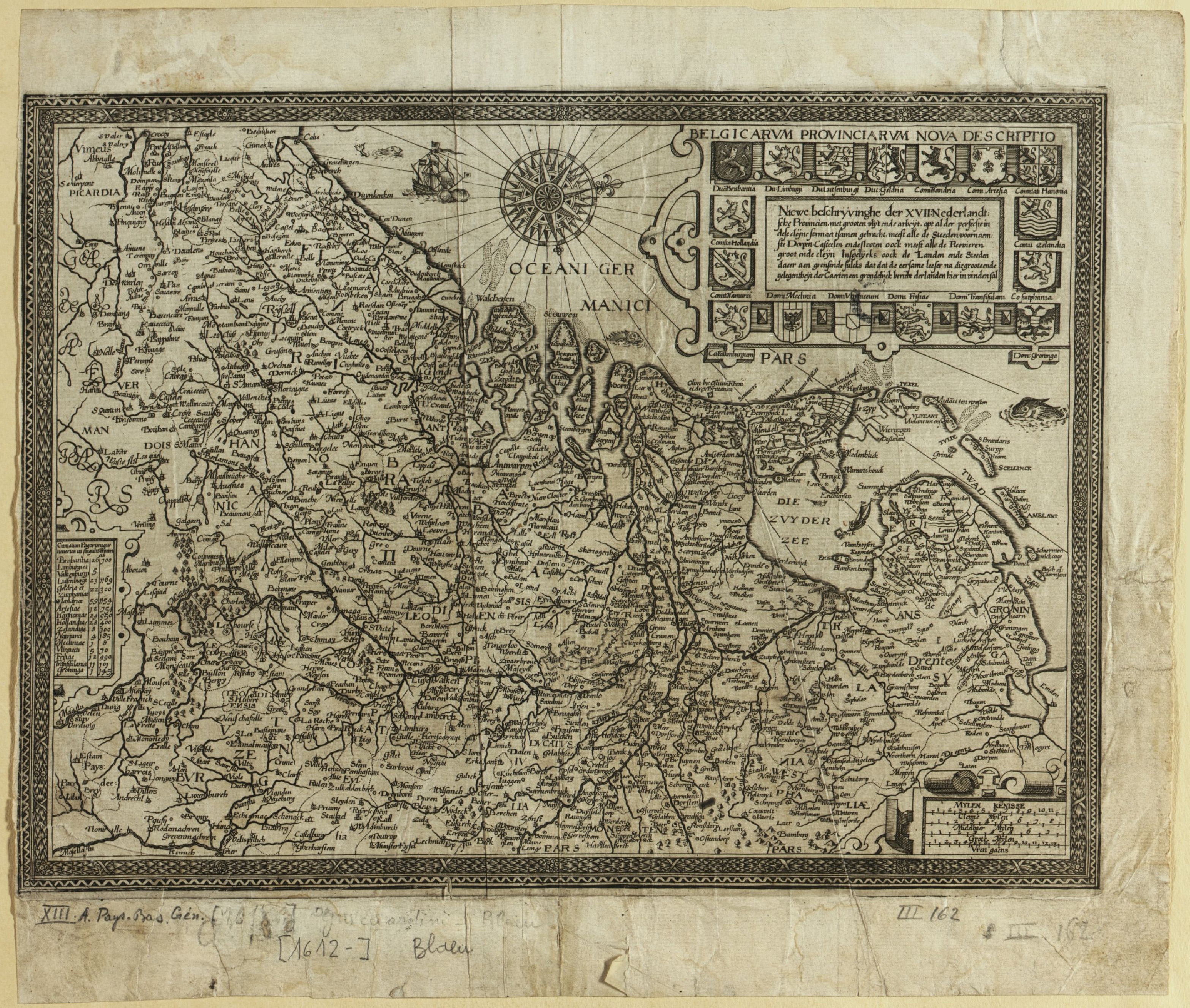
De Nederlanden 1612
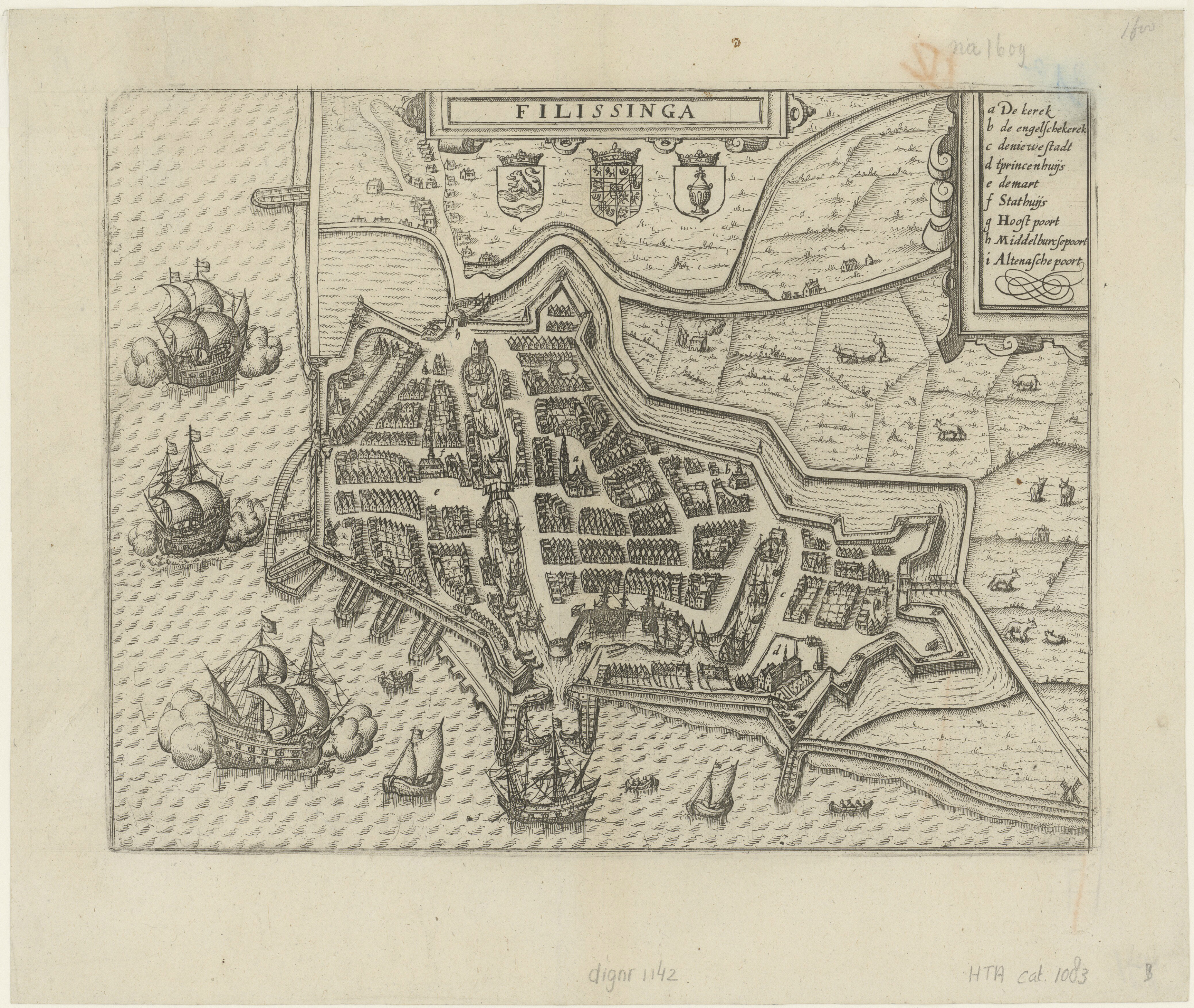
Vlissingen 1612
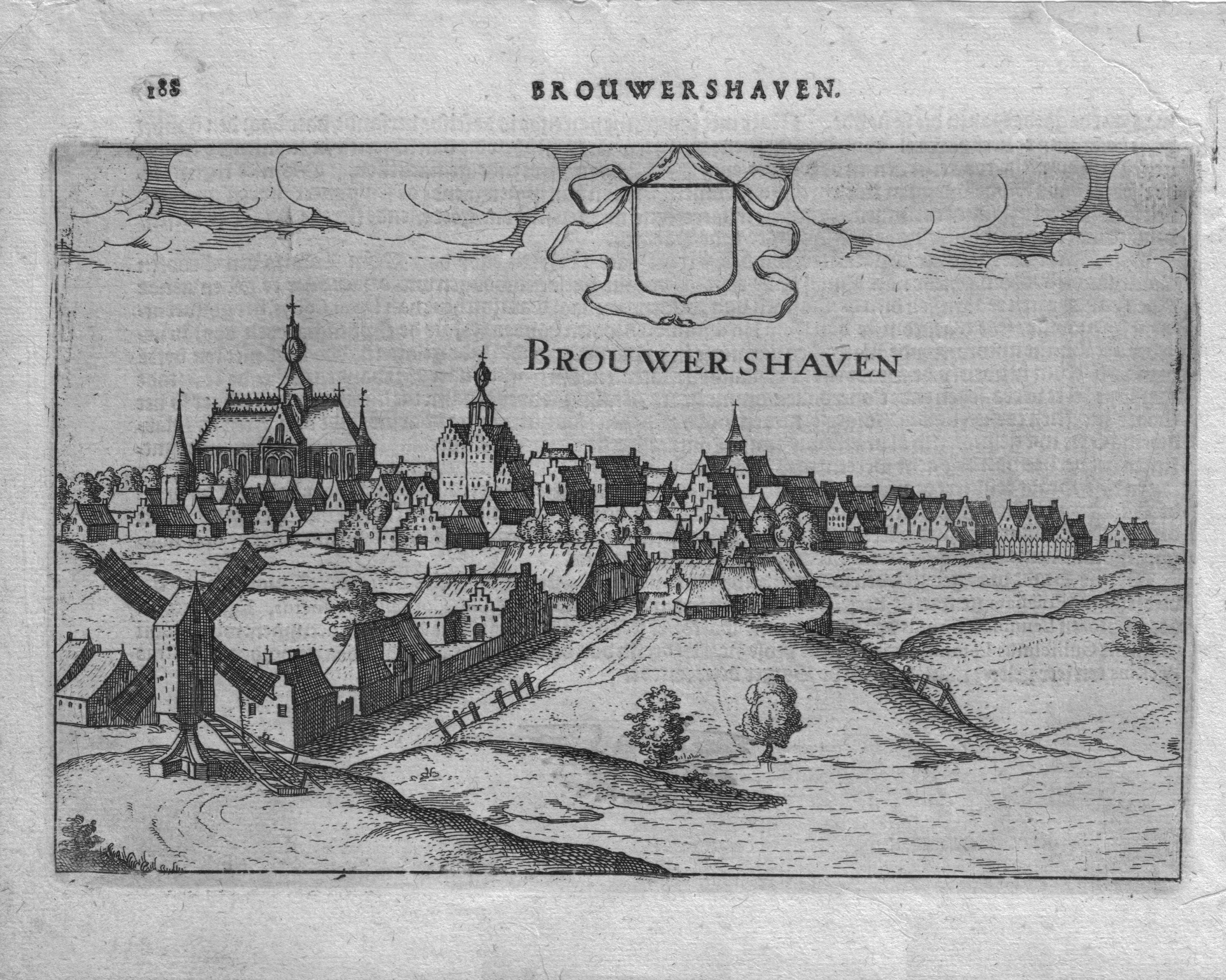
Brouwershaven 1613
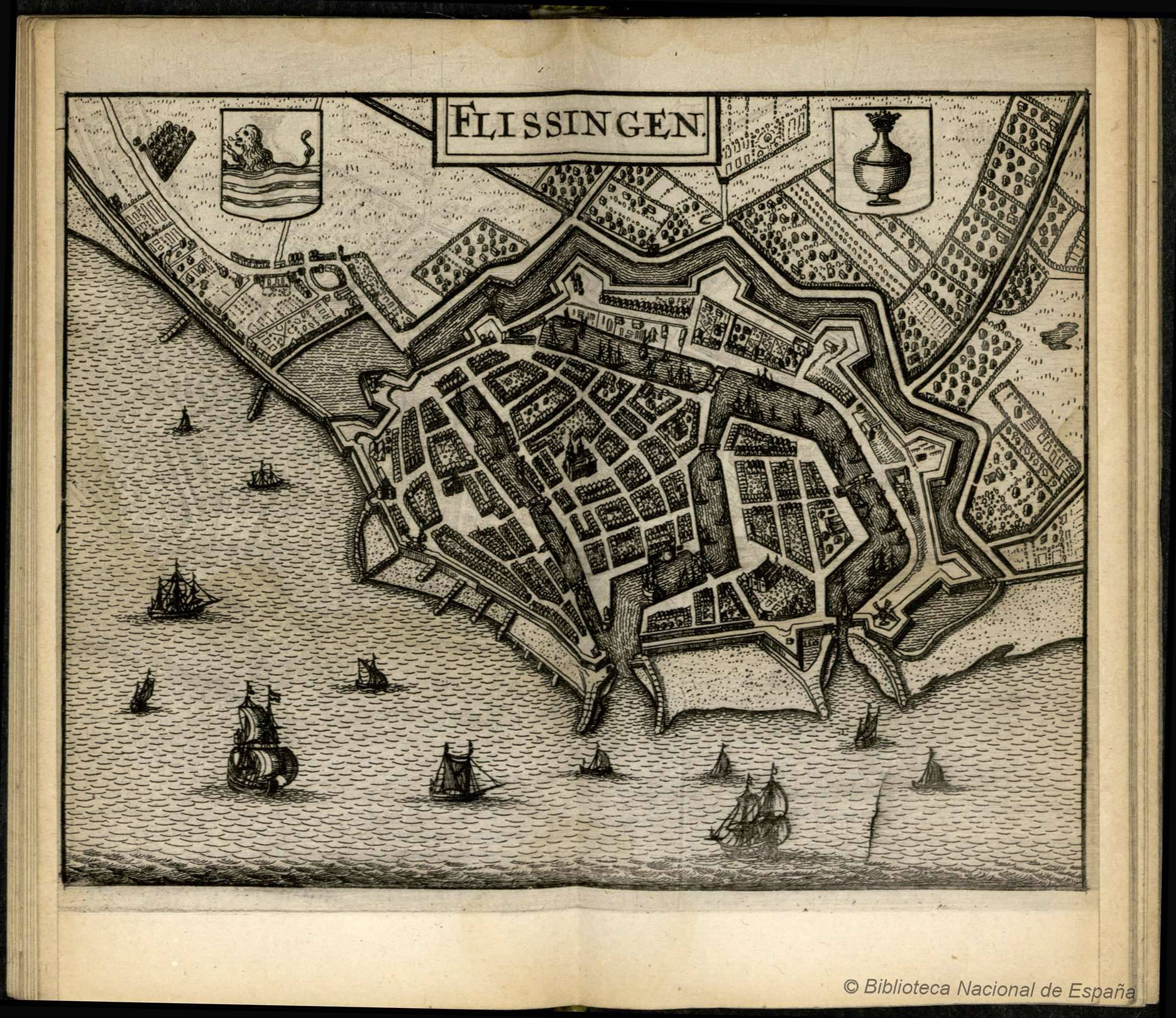
Vlissingen 1652
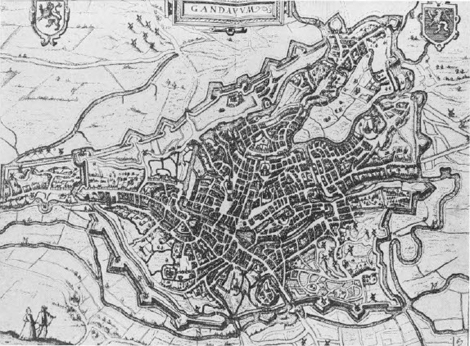
Gent 1581

## Weblinks
- Descrittione di Lodovico Guicciardini patritio fiorentino di tutti i Paesi Bassi altrimenti detti Germania inferiore 1567
- Descrittione .. di Tutti I Paesi Bassi 1567
- Descrittione .. di Tutti i Paesi Bassi 1581
- Belgicae, sive Infererioris Germaniae Descriptio 1652, uitgave Janssonius

- Biblioteca Nacional de España: XX1412641
- Bibliothèque nationale de France: cb12072607f (data)
- Biografisch Portaal: 89889182
- Catàleg d'autoritats de noms i títols de Catalunya: 981058510787306706
- CiNii: DA02231398
- Gemeinsame Normdatei: 118719289
- International Standard Name Identifier: 0000 0001 2104 0763
- Library of Congress Control Number: n50018463
- Nationale Bibliotheek van Letland: 000275531
- Nationale Bibliotheek van Tsjechië: mzk2009511448
- Nationale Bibliotheek van Israël: 987007462894905171
- Nederlandse Thesaurus van Auteursnamen: 068434308
- RKD-Nederlands Instituut voor Kunstgeschiedenis: 286163
- Istituto Centrale per il Catalogo Unico: RAVV065082
- LIBRIS: 57762
- SNAC: w6xx1z48
- Système universitaire de documentation: 029009790
- Union List of Artist Names: 500318929
- Virtual International Authority File: 120155761
- WorldCat: E39PBJx4rrDcK9PwG4dwQRPRKd